# 小行星994
小行星994（994 Otthild）是一颗围绕太阳公转的小行星。
該小行星以發現者卡爾·威廉·萊茵姆特在曆書《Der Lahrer hinkende Bote》中選擇的女性人名奧蒂爾德（Otthild）命名。

## 参数
这颗小行星的绝对星等为10.30等，自转周期为5.95小时。